# Guilligomarc'h
 Guilligomarc'h  (en bretón Gwelegouarc'h) es una población y comuna francesa, situada en la región de Bretaña, departamento de Finisterre, en el distrito de Quimper y cantón de Arzano.

## Demografía
| 936 | 666 | 560 | 569 | 520 | 571 |
| Para los censos de 1962 a 1999 la población legal corresponde a la población sin duplicidades (Fuente: INSEE [Consultar]) |     |     |     |     |     |